# شهرستان پاینال (آریزونا)
شهرستان پاینال یکی از شهرستان‌های ایالت آریزونا، به مرکزیت شهر فلورنس است. جمعیت این شهرستان که در سال ۱۸۷۵ تأسیس شده، بر طبق آخرین برآورد انجام گرفته در ژوئیه ۲۰۱۲، برابر بود با ۳۸۷٫۳۶۵ نفر. همچنین مساحت این شهرستان ۱۳٫۹۱۹٫۸ کیلومترمربع است.

## پیوند
- وب‌گاه رسمی